# Castelnuovo di Porto
Castelnuovo di Porto là một đô thị ở tỉnh Roma, vùng Latium của Italia, nằm ở vị trí khoảng 25 km về phía bắc của Roma. Vào thời điểm ngày 31 tháng 12 năm 2004, đô thị này có dân số 7.851 người và diện tích là 30,8 km².
Castelnuovo di Porto giáp các đô thị: Capena, Magliano Romano, Monterotondo, Morlupo, Riano, Sacrofano.